# Madagaskarspringhöna
Madagaskarspringhöna (Turnix nigricollis) är en fågel i familjen springhöns inom ordningen vadarfåglar.

## Utbredning och systematik
Fågeln förekommer på Madagaskar. Den förekommer också på öarna Mauritius, Réunion och Glorieuses där den förmodligen är introducerad. Den behandlas som monotypisk, det vill säga att den inte delas in i några underarter.

## Status och hot
Arten har ett stort utbredningsområde och det finns inga tecken på vare sig några substantiella hot eller att populationen minskar. Utifrån dessa kriterier kategoriserar IUCN arten som livskraftig (LC).

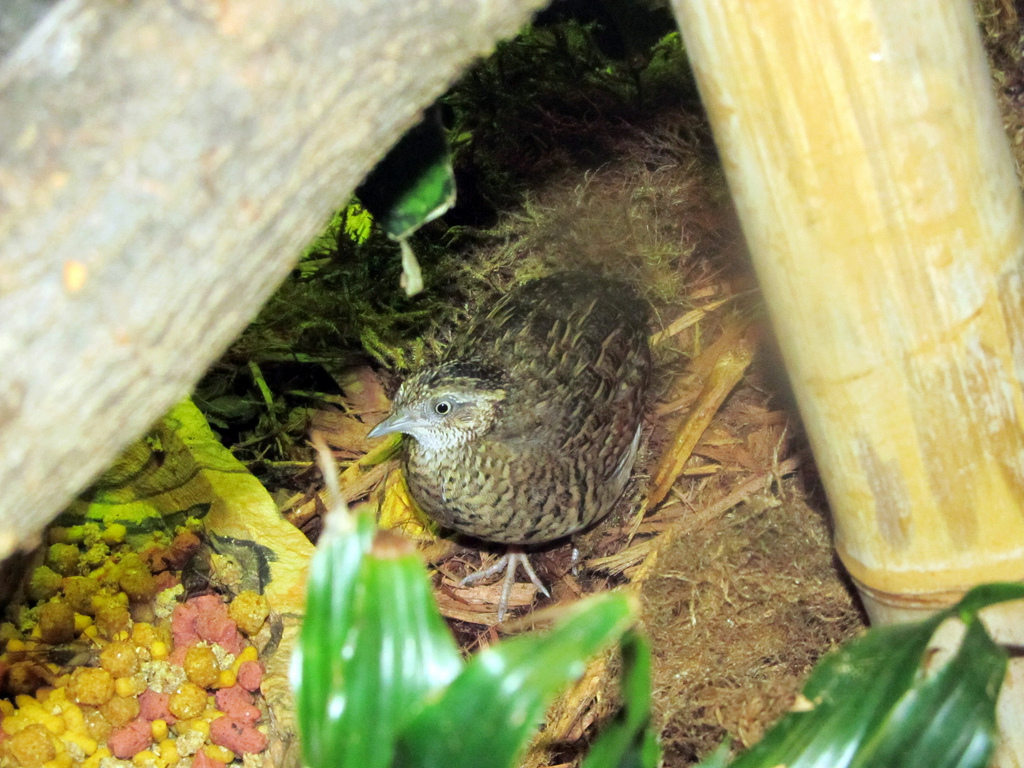
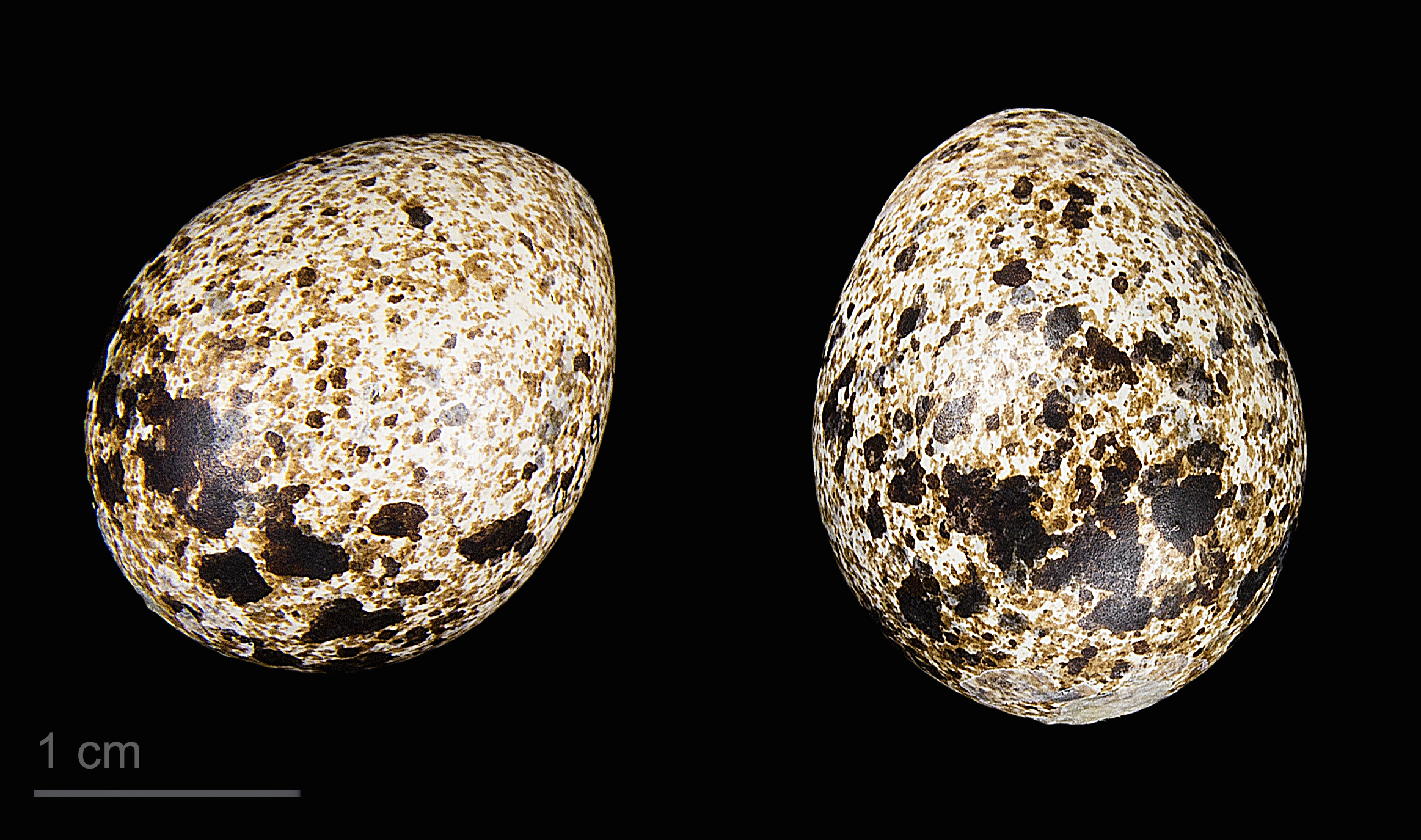
Museum specimen